# Matag-ob
Matag-ob is een gemeente in de Filipijnse provincie Leyte op het eiland Leyte. Bij de laatste census in 2007 had de gemeente bijna 17 duizend inwoners.

## Geografie

### Bestuurlijke indeling
Matag-ob is onderverdeeld in de volgende 21 barangays:
| - Balagtas - Bonoy - Bulak - Cambadbad - Candelaria - Cansoso - Imelda - Malazarte - Mansahaon - Mansalip - Masaba | - Naulayan - Riverside - San Dionisio - San Guillermo - San Marcelino - San Sebastian - San Vicente - Santa Rosa - Santo Rosario - Talisay |

## Demografie
Matag-ob had bij de census van 2007 een inwoneraantal van 16.764 mensen. Dit zijn -763 mensen (-4,4%) meer dan bij de vorige census van 2000. De gemiddelde jaarlijkse groei komt daarmee uit op -0,61%, hetgeen lager is dan het landelijk jaarlijks gemiddelde over deze periode (2,04%). Vergeleken met de census van 1995 is het aantal mensen met -569 (-3,3%) toegenomen.

De bevolkingsdichtheid van Matag-ob was ten tijde van de laatste census, met 16.764 inwoners op 104,4 km², 160,6 mensen per km².